# Tito Tetieno Sereno
Tito Tetieno Sereno (en latín: Titus Tettienus Serenus) fue un senador romano del siglo I, que desarrolló su carrera política bajo los imperios de Nerón, Vespasiano, Tito, Domiciano, Nerva y Trajano.

## Origen y familia
Natural de Asís (Italia) en Umbría, era hijo de Galeón Tetieno Severo y hermano de Galeón Tetieno Petroniano consul suffectus en 76.

## Carrera política
Su primer cargo conocido fue el de Gobernador de la provincia Galia Lugdunense en 79, por lo que debió ser pretor hacia 76-77, en ambos casos bajo Vespasiano. Bajo Tito, fue promocionado a consul suffectus entre julio y agosto de 81.
Su carrera culminó bajo Domiciano, cuando en 92 fue admitió como miembro del Colegio de los sodales augustales claudiales, falleciendo hacia 114 o 115, bajo Trajano.